# Dyego Rocha Coelho
Coelho (* 22. März 1983 in São Paulo), mit bürgerlichem Namen Dyego Rocha Coelho, ist ein ehemaliger brasilianischer Fußballspieler. Er spielte auf der Position des rechten Außenverteidigers.

## Karriere

### Verein
Seine Profilaufbahn begann Coelho 2003 beim SC Corinthians in seiner Heimatstadt, wo er bis Dezember 2006 zum Profikader gehörte. Insgesamt spielte er 13 Jahre bei Corinthians, wenn man die Jahre in den Jugendabteilungen dazuzählt. Ab Januar 2007 war Coelho an Atlético Mineiro ausgeliehen, die jeweils einen Leihvertrag bis zum Ende der Spielzeit Anfang Dezember 2007. Für Polemik hat Coelho in der Saison 2007 mit einem harten Foul an Kerlon gesorgt. Am 16. September 2007, im Stadtderby zwischen den Rivalen Atlético Mineiro und Cruzeiro Belo Horizonte während der brasilianischen Meisterschaft (Campeonato Brasileiro de Futebol), setzte Kerlon zu seinem berühmten "Seehund-Trick" an, bei dem er den Ball auf dem Kopf balanciert. Coelho hat dieses als Provokation und Verhöhnung seiner Mannschaft angesehen (Cruzeiro führte zu diesem Zeitpunkt in einem sehr dramatischen und emotionalen Stadtderby mit 4:3, nachdem man einen 2:0-Vorsprung schon verspielt hatte) und Kerlon einen harten Bodycheck verpasst. Für diese Szene bekam Coelho in der Folge einen Platzverweis und durch das Sportgericht eine Sperre von 120 Tagen. Diese Aktion hat auch zu einer sehr hitzigen Debatte in den Medien geführt, ob dieser Trick von Kerlon tatsächlich "Kunst" ist oder nicht.
Zur Saison 2008/09 wurde er in die italienische Serie A an den FC Bologna verliehen. Der Vertrag bei Corinthians lief bis Juli 2009. Eine Rückkehr zu Corinthians galt jedoch als unwahrscheinlich, da er bei Teilen der Fans aufgrund eines Eigentores gegen River Plate in der Copa Libertadores 2006, welches das Ausscheiden des Teams zur Folge hatte, in Ungnade gefallen ist. Im September 2009 wurde er von Atlético Mineiro verpflichtet. Hier blieb er bis Mai 2010. Erst im Januar 2011 erhielt Coelho beim Kardemir Karabükspor aus der Türkei einen neuen Kontrakt. Hier blieb er bis zum Ende der Spielzeit 2010/11. Danach kehrte er nach Brasilien zurück und beendete 2014 seine aktive Laufbahn.

### Nationalmannschaft
Coelho ist 1,78 m groß, wiegt 75 kg und hat im Jahr 2003 insgesamt 6 Spiele in der Seleção bestritten: 5 während der Panamerikanischen Spiele, und eines während des CONCACAF Gold Cup. Offiziell wird ihm allerdings nur 1 Länderspiel angerechnet.

## Spielweise
Zu den Stärken von Coelho gehörten die Standardsituationen. Durch seinen starken rechten Fuß führte er nahezu sämtliche Ecken und Freistöße aus, welche immer für Gefahr sorgten. Er war auch ein sicherer Elfmeterschütze. Darüber hinaus versuchte er immer wieder, sich in das Offensivspiel seiner Mannschaft mit einzuschalten und das Angriffsspiel mit seinen Flanken zu unterstützen.

## Erfolge
U-20 Nationalmannschaft
- Junioren-Fußballweltmeisterschaft 2003: 2003

Corinthians
- Staatsmeisterschaft von São Paulo: 2003
- Série A: 2005

Atlético Mineiro
- Staatsmeisterschaft von Minas Gerais: 2007